# Chudoba (wzgórze)
Chudoba (387 m) – wzniesienie we wsi Trzebniów w województwie śląskim, w powiecie myszkowskim, w gminie Niegowa. Pod względem geograficznym znajduje się na Wyżynie Częstochowskiej.
Chudoba to w większości porośnięte lasem wzniesienie wznoszące się po wschodniej stronie drogi biegnącej od Trzebniowa do Ludwinowa. Na zdjęciach lotniczych mapy Geoportalu widać, że dawniej było znacznie bardziej bezleśne. Po zaprzestaniu rolniczego użytkowania duża część jego stoków zarasta krzewami i drzewami. Stoki północno-wschodnie opadają do wąwozu Kosurowiec, w kierunku południowym wzgórze Chudoba przechodzi w nieco wyższe, ale w większości bezleśne wzniesienie Chudobka (391,5 m). Obydwa wzniesienia z trzech stron otoczone są polami Trzebniowa, tylko wąwóz Kosurowiec jest lesisty.